# Giuliana Reduzzi
Giuliana Reduzzi (Ponte San Pietro, 9 gennaio 1940) è una politica italiana.

## Biografia
Sindaco di Ponte San Pietro dal 1992 al 2001, alle elezioni politiche del 2001 è eletta deputato con la Margherita. Dal 2001 al 2006 è stata membro della VIII Commissione ambiente, territorio e lavori pubblici.